# Gurutze Beitia
Gurutze Beitia Basterretxea (Bilbao, 15 maggio 1965) è un'attrice, sceneggiatrice e comica spagnola di origine basca, nota per aver interpretato il ruolo di Arantxa Torrealday nella soap opera Una vita (Acacias 38).

## Biografia
Gurutze Beitia è nata il 15 maggio 1965 a Bilbao, in provincia di Biscaglia, più precisamente nella comunità dei Paesi Baschi (Spagna), e oltre alla recitazione si occupa anche di teatro e di sceneggiatura.

## Carriera
Gurutze Beitia si è laureata in scienze sociali e comunicazione presso l'Università dei Paesi Baschi. Ha iniziato la sua carriera di recitazione dopo aver studiato alla scuola di cinema Juan de Antxieta di Bilbao. Ha iniziato il suo lavoro come interprete nei programmi comici di Euskal Irrati Telebista e con monologhi umoristici, per i quali ha raggiunto una grande popolarità nei Paesi Baschi. Allo stesso modo, ha una vasta esperienza in teatro.
Nel 2019 e nel 2020 è stata scelta da TVE per interpretare il ruolo di Arantxa Torrealday nella soap opera in onda su La 1 Una vita (Acacias 38).

## Filmografia

### Attrice

#### Cinema
- La boda (1998)
- Mi vecino favorito (1998)
- Visionarios, regia di Manuel Gutiérrez Aragón (2000)
- Lázaro (2000)
- Los Castigadores (2010)
- Zigortzaileak, regia di Alfonso Arandia e Arantza Ibarra (2010)
- El primer último día, regia di Javier Arriaga e Guillermo Llaguno (2015)
- Igelak, regia di Patxo Telleria (2016)

#### Televisione
- Lo que faltaba – serie TV (2003)
- Házme reir – serie TV (2004)
- La Gran Evasión – serie TV (2004)
- Algo pasa con López – serie TV (2004)
- Más humor – serie TV (2004)
- Pásalo – serie TV (2005-2006)
- Pika- Pika – serie TV (2005-2006)
- La familia mata – serie TV (2007)
- El gordo: una historia verdadera – serie TV (2010)
- Euskoterapia, regia di María López – film TV (2018)
- Una vita (Acacias 38) – soap opera (2019-2020)
- ¿Y si sí...? – serie TV (2021)

#### Cortometraggi
- Azules, regia di Pablo Hernando (2009)
- Jako de Troya (Trojan Junk), regia di Javier Arriaga (2014)
- El fiestón, regia di Gorka Aguinagalde e Xabi Vitoria Tejado (2022)

### Sceneggiatrice

#### Cinema
- El primer último día, regia di Javier Arriaga e Guillermo Llaguno, scritto da Gurutze Beitia (2015)

## Teatro
- 24 horas mintiendo
- Lady be good
- El dúo de la africana
- De cuerpo presente
- La última oportunidad
- Bilbao, Bilbao el musical
- Emma
- Los persas
- Todos nacemos vascos
- Cocidito madrileño

## Doppiatrici italiane
Nelle versioni in italiano dei suoi film e delle sue serie TV, Gurutze Beitia è stata doppiata da:
- Cinzia Massironi[14] in Una vita[15]